# Grega Benedik
Grega Benedik (* 21. Mai 1962 in Žirovnica) ist ein ehemaliger Skirennläufer aus Slowenien. Benedik gehörte in den 1980er Jahren zu den besten Slalomfahrern der Welt.
Für den jugoslawischen Skiverband nahm er von 1981 bis 1990 am Skiweltcup teil. Sein erfolgreichstes Jahr war die Saison 1986/87, als er im Einzelweltcup im Slalom Fünfter der Gesamtwertung wurde. Insgesamt fuhr er bei 18 Weltcuprennen unter die besten zehn. Der einzige Sieg seiner Karriere gelang ihm im März 1987 in Sarajevo.
Bei den Olympischen Winterspielen 1988 in Calgary wurde Benedik Neunter im Slalom. Zudem nahm er zweimal an Alpinen Skiweltmeisterschaften teil. 1987 in Crans-Montana wurde er im Slalom 14., zwei Jahre später bei den Weltmeisterschaften 1989 in Vail erreichte er den achten Platz.

## Weltcupsiege
| Datum         | Ort      | Land        | Disziplin |
| ------------- | -------- | ----------- | --------- |
| 21. März 1987 | Sarajevo | Jugoslawien | Slalom    |